# A song is born
「a song is born」（ア・ソング・イズ・ボーン）は、浜崎あゆみとKEIKO（globe）のデュエットによるシングル。
2001年12月12日にavex traxよりリリースされた、songnationプロジェクトのシングル曲。

## 解説
作詞は浜崎が担当した。2001年夏に行われたドームツアー『ayumi hamasaki DOME TOUR 2001 A』のオープニング映像で使われた詞を基にしている（時期はアメリカ同時多発テロ事件より前だが、世界平和をテーマにした詞であった）。
2002年1月1日発売の浜崎の4thアルバム『I am...』には浜崎のソロバージョンが収録されていて、KEIKOとのデュエットバージョンと区別するため『A Song is born』というタイトルである。この浜崎ソロバージョンは、『A BEST 2 -WHITE-』にも、最終曲として収録されている。
2002年3月6日発売の『songnation2 trance』には、「a song is born」のトランスバージョン、及びglobeバージョンが収録されている。
浜崎のソロ名義のリリースではないため、オリコンの浜崎個人の記録にはこのシングルは含まれていない。
プロモーションビデオは制作されなかったが、KEIKOとデュエットしたバージョンのプロモーションクリップは存在している。
2005年3月24日の日本国際博覧会開会式にて、EXPOスーパーワールドオーケストラ（佐渡裕指揮）と競演して、この曲をオーケストラアレンジで演奏・歌唱した。同日に発売したアルバム「MY STORY Classical」には、このバージョンのインストルメンタルがボーナストラックとして収録された。

## 収録曲
1. a song is born (original mix) [6:02]
作詞：ayumi hamasaki / 作曲・編曲：Tetsuya Komuro
2. a song is born (tv-mix) ※1.のカラオケ [6:01]

## 収録アルバム
- a song is born
  - 『VARIOUS ARTISTS FEATURING songnation』
- A Song is born (浜崎あゆみソロバージョン)
  - 『I am...』
  - 『A BEST 2 -WHITE-』